# Reactor de agua ligera

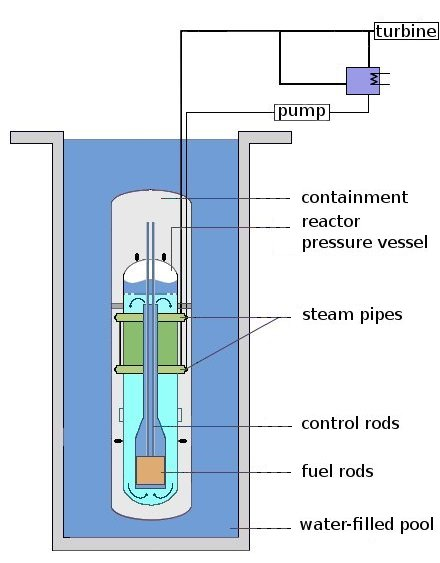
Un reactor simple de agua ligera

Un reactor de agua ligera (LWR, por sus siglas en inglés, light water reactor) es un tipo de reactor de neutrones térmicos que usa agua normal como refrigerante y moderador de neutrones, de modo opuesto al reactor de agua pesada a presión. Además, emplea una forma sólida de elementos fisionables como combustible. Los reactores térmicos de neutrones son el tipo más común de reactor nuclear, y los reactores de agua ligera son el tipo más común de reactor térmico de neutrones.
Hay tres variedades de reactores de agua ligera: el Reactor de agua a presión (PWR), el Reactor de agua en ebullición (BWR) y (la mayoría de los diseños de) el Reactor de agua supercrítica (SCWR).

## Historia

### Conceptos y primeros experimentos
Después de los descubrimientos de la  fisión, la  moderación de neutrones y de la posibilidad teórica de una reacción nuclear en cadena, los primeros resultados experimentales mostraron rápidamente que el uranio natural solo podía sufrir una cadena sostenida GB usando grafito o agua pesada como moderador.
Mientras que los primeros reactores del mundo ( CP-1,  X10, etc.) estaban llegando con éxito a la masa crítica, el enriquecimiento de uranio comenzó a desarrollarse desde el concepto teórico hasta las aplicaciones prácticas para poder cumplir con el objetivo del Proyecto Manhattan de construir un arma nuclear.
En mayo de 1944, los primeros gramos de uranio enriquecido jamás producidos alcanzaron criticidad en el  reactor de baja potencia (LOPO) en  Los Alamos, que se utilizó para estimar la masa crítica de U-235 para producir la bomba atómica.  LOPO no puede considerarse como el primer reactor de agua ligera porque su combustible no era un compuesto de uranio sólido cubierto de material resistente a la corrosión, pero estaba compuesto de la sal sulfato de uranilo disuelta en agua.  Sin embargo, es el primer reactor acuoso  homogéneo y el primer reactor que usó uranio  enriquecido como combustible y agua ordinaria como moderador. 
Al final de Segunda Guerra Mundial, siguiendo una idea de Alvin Weinberg, los elementos de combustible de uranio natural se organizaron en una red en agua ordinaria en la parte superior del reactor X10 para evaluar el factor de multiplicación de neutrones. El propósito de este experimento fue determinar la viabilidad de un reactor nuclear usando agua ligera como moderador y refrigerante, y uranio sólido encapsulado como combustible. Los resultados mostraron que, con un uranio ligeramente enriquecido, se podía alcanzar la criticidad. Este experimento fue el primer paso práctico hacia el reactor de agua ligera.
La primera central nuclear para producir energía eléctrica con fines civiles y no militares entró en funcionamiento el 26 de junio de 1954 en la localidad de Obninsk en la Antigua Unión Soviética, tenía una capacidad de 5000 kV. Se utilizó como moderardor el grafito, agua liviana como refrigerante, uranio enrriquecido como combustible y como material estructural el acero inoxidable.
Después de la Segunda Guerra Mundial y con la disponibilidad de uranio enriquecido, los nuevos conceptos de reactores se volvieron factibles. En 1946, Eugene Wigner y Alvin Weinberg propusieron y desarrollaron el concepto de un reactor utilizando uranio enriquecido como combustible, y agua ligera como moderador y refrigerante.  Este concepto fue propuesto para un reactor cuyo propósito era probar el comportamiento de los materiales bajo flujo de neutrones. Este reactor, el  reactor de prueba de materiales (MTR), fue construido en Idaho en  INL y alcanzó críticidad el 31 de marzo de 1952. Para el diseño de este reactor, fueron necesarios experimentos, por lo que se construyó una maqueta del MTR en Oak Ridge National Laboratory, para evaluar las actuaciones hidráulicas del circuito primario y luego para probar sus características neutrónicas. Esta maqueta MTR, más tarde llamada reactor de prueba de baja intensidad (LITR), alcanzó la críticidad el 4 de febrero de 1950, y se convirtió en el  primer reactor de agua ligera del mundo.

### Reactores de agua a presión (PWR)
Inmediatamente después del final de Segunda Guerra Mundial, la Armada de los Estados Unidos comenzó un programa bajo la dirección del Capitán (más tarde Almirante) Hyman Rickover, con el objetivo de conseguir propulsión nuclear para buques. Desarrolló los primeros reactores de agua presurizados a principios de la década de 1950, y condujo al despliegue exitoso del primer submarino nuclear, el USS Nautilus (SSN-571).
La Unión Soviética desarrolló independientemente una versión del PWR a fines de la década de 1950, bajo el nombre de VVER. Si bien funcionalmente es muy similar al esfuerzo estadounidense, también tiene ciertas distinciones de diseño de los PWR occidentales.

### Reactor de agua en ebullición (BWR)
El investigador Samuel Untermyer II dirigió los esfuerzos para desarrollar el reactor de agua en ebullición (BWR, por sus siglas en inglés, Boiling Water Reactor) en la National Reactor Testing Station estadounidense (actualmente el Idaho National Laboratory) en una serie de pruebas denominadas experimentos BORAX.

### Reactor PIUS
PIUS, siglas en inglés de Process Inherent Ultimate Safety, es un diseño sueco ideado por ASEA-ATOM. Es un concepto para un sistema de reactor de agua ligera. Junto con el reactor SECURE, se basaba en medidas pasivas, que no requerían acciones del operador ni suministros de energía externos, para proporcionar un funcionamiento seguro. Nunca se construyó ninguna unidad.

### OPEN100
En 2020, el Energy Impact Center anunció la publicación de un diseño de ingeniería de código abierto de un reactor de agua a presión capaz de producir 300 MWth/100 MWe de energía llamado OPEN100.

## Descripción general

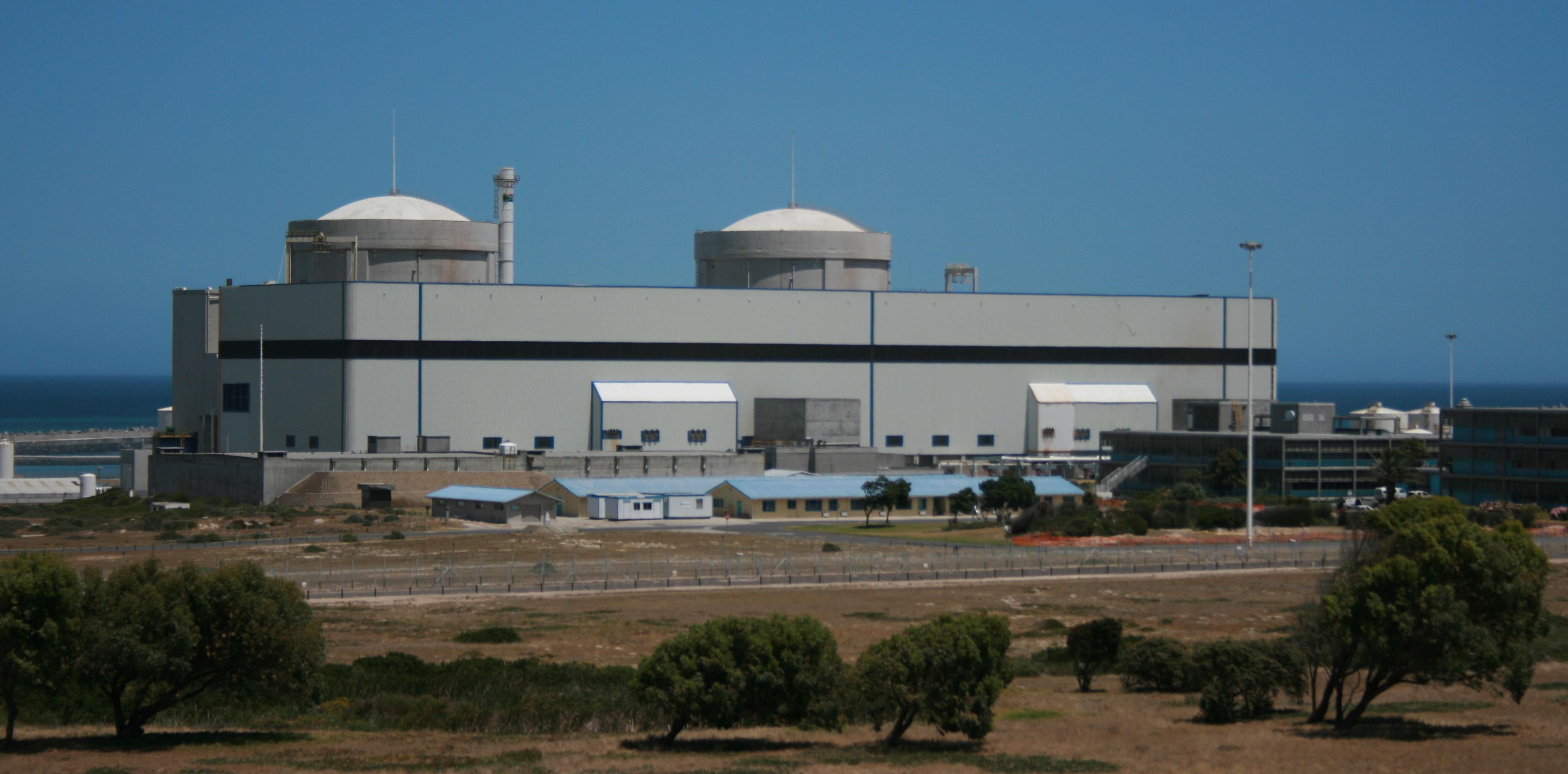
La central nuclear de Koeberg, formada por dos reactores de agua a presión alimentados con uranio

La familia de reactores nucleares conocidos como reactores de agua ligera (LWR, por sus siglas en inglés), refrigerados y moderados con agua ordinaria, tienden a ser más sencillos y baratos de construir que otros tipos de reactores nucleares[cita requerida]; debido a estos factores, constituyen la gran mayoría de los reactores nucleares civiles y reactores de propulsión naval en servicio en todo el mundo a partir de 2009. Los LWR pueden subdividirse en tres categorías: reactores de agua a presión (PWR), reactores de agua en ebullición (BWR) y reactores de agua supercrítica (SCWR).  El SCWR sigue siendo hipotético desde 2009; se trata de un diseño de Reactor de IV Generación que sigue siendo un reactor de agua ligera, pero sólo está parcialmente moderado por agua ligera y presenta ciertas características de un reactor de neutrones rápidos.
Los líderes en experiencia nacional de reactores PWR, que ofrecen reactores para la exportación, son Estados Unidos (que ofrece el AP1000 pasivamente seguro, un diseño de Westinghouse, así como varios PWR más pequeños, modulares y pasivamente seguros, como el Babcock & Wilcox MPower, y la NuScale MASLWR), la Federación Rusa (que ofrece tanto el VVER-1000 como el VVER-1200 para la exportación), la República de Francia (que ofrece el AREVA EPR para la exportación), y Japón (que ofrece el Mitsubishi. [Además, tanto la República Popular China como Corea del Sur están ascendiendo rápidamente a la primera fila de los países constructores de PWR: los chinos están inmersos en un programa masivo de expansión de la energía nuclear y los coreanos están diseñando y construyendo su segunda generación de diseños autóctonos. Los líderes en experiencia nacional de reactores BWR, que ofrecen reactores para la exportación, son Estados Unidos y Japón, con la alianza de General Electric (de EE. UU.) e Hitachi (de Japón), que ofrecen tanto el Reactor Avanzado de Agua en Ebullición (ABWR) como el Reactor Económico Simplificado de Agua en Ebullición (ESBWR) para su construcción y exportación; Además, Toshiba ofrece una variante del ABWR para su construcción también en Japón. Alemania Occidental también fue en su día un actor importante en el campo de los BWR. Los otros tipos de reactores nucleares en uso para la generación de energía son el reactor moderado por agua pesada, construido por Canadá (CANDU) y la República de la India (AHWR), el reactor avanzado refrigerado por gas (AGCR), construido por el Reino Unido, el reactor refrigerado por metal líquido (LMFBR), construido por la Federación Rusa, la República de Francia y Japón, y el reactor moderado por grafito y refrigerado por agua (RBMK o LWGR), que se encuentra exclusivamente en la Federación Rusa y los antiguos estados soviéticos.
Aunque las capacidades de generación de electricidad son comparables entre todos estos tipos de reactores, debido a las características antes mencionadas y a la amplia experiencia en el funcionamiento del LWR, éste es el preferido en la gran mayoría de las nuevas centrales nucleares. Además, los reactores de agua ligera constituyen la gran mayoría de los reactores que alimentan buques de propulsión nuclear naval. Cuatro de las cinco grandes potencias con capacidad de propulsión naval nuclear utilizan exclusivamente reactores de agua ligera: la Royal Navy británica, la Armada del Ejército Popular de Liberación china, la Marine nationale francesa y la U.S. Navy estadounidense. Sólo la Armada de la Federación Rusa  ha utilizado cierta cantidad de reactores refrigerados por metal líquido en buques de producción, concretamente el submarino clase Alfa, que utilizaba plomo-bismuto eutéctico como moderador y refrigerante del reactor, pero la gran mayoría de los barcos y buques de propulsión nuclear rusos utilizan exclusivamente reactores de agua ligera. La razón del uso casi exclusivo de los LWR a bordo de los buques de guerra nucleares es el nivel de seguridad inherente a este tipo de reactores. Dado que el agua ligera se utiliza como refrigerante y moderador de neutrones en estos reactores, si uno de estos reactores sufre daños debido a una acción militar, lo que lleva a un compromiso de la integridad del núcleo del reactor, la liberación resultante del moderador de agua ligera actuará para detener la reacción nuclear y apagar el reactor. Esta capacidad se conoce como coeficiente negativo de vacío de reactividad.
Los LWR que se ofrecen actualmente son los siguientes:
- ABWR
- AP1000
- APR-1400
- CPR-1000
- EPR
- VVER

### Estadísticas del LWR
Datos del Organismo Internacional de Energía Atómica en 2009:
| Reactores en funcionamiento.           | 359   |
| Reactores en construcción.             | 27    |
| Número de países con LWR.              | 27    |
| Capacidad de generación (gigavatioss). | 328.4 |

## Diseño del reactor
El reactor de agua ligera produce calor por fisión nuclear controlada. El núcleo del reactor nuclear es la parte de un reactor nuclear donde tienen lugar las reacciones nucleares. Está formado principalmente por combustible nuclear y elementos de control. Las barras de combustible nuclear, delgadas como un lápiz y de unos 3,7 m de longitud, se agrupan por centenares en haces denominados elementos combustibles. En el interior de cada barra de combustible se apilan pastillas de uranio o, más comúnmente, de óxido de uranio. Los elementos de control, denominados barras de control, están rellenos de pastillas de sustancias como hafnio o cadmio que capturan fácilmente los neutrones. Cuando las barras de control se introducen en el núcleo, absorben neutrones que, de este modo, no pueden participar en la reacción en cadena. A la inversa, cuando las barras de control se levantan, más neutrones golpean los núcleos fisibles de uranio-235 o plutonio-239 de las barras de combustible cercanas, y la reacción en cadena se intensifica. Todo esto se encierra en una vasija de presión de acero llena de agua, llamada vasija del reactor.
En el reactor de agua en ebullición, el calor generado por la fisión convierte el agua en vapor, que acciona directamente las turbinas generadoras de energía. Pero en el reactor de agua a presión, el calor generado por la fisión se transfiere a un circuito secundario a través de un intercambiador de calor. En el circuito secundario se produce vapor, que acciona las turbinas de generación de energía. En ambos casos, tras pasar por las turbinas, el vapor vuelve a convertirse en agua en el condensador.

Diagrama animado de un reactor de agua en ebullición
Esquema animado de un reactor de agua a presión

El agua necesaria para refrigerar el condensador se extrae de un río u océano cercano. A continuación, se bombea de nuevo al río o al océano, más caliente debido al calor residual. El calor también puede disiparse a la atmósfera a través de una torre de refrigeración. Estados Unidos utiliza reactores LWR para la producción de energía eléctrica, en comparación con los reactores de agua pesada utilizados en Canadá.>

### Control

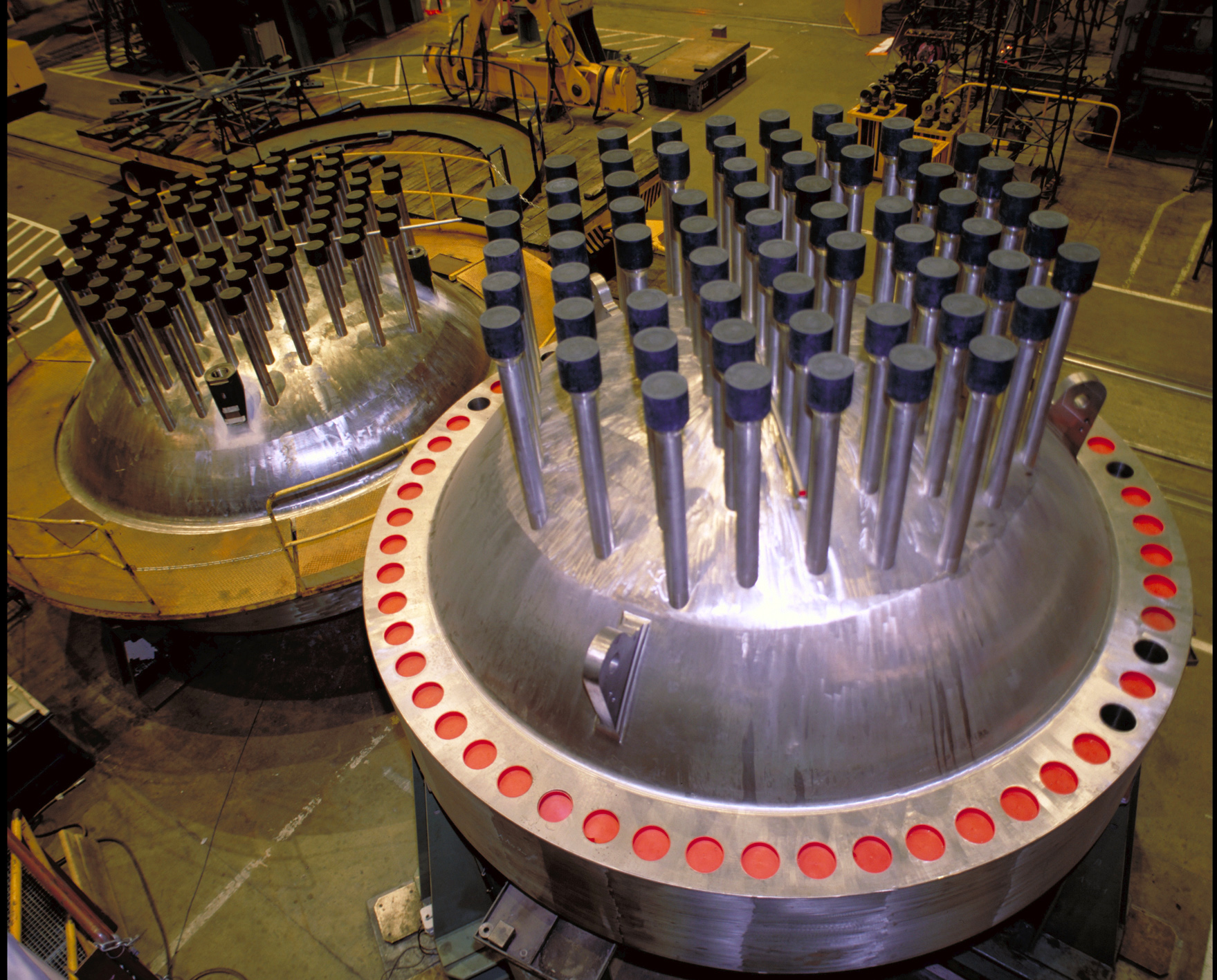
Una cabeza de reactor de agua presurizada, con las barras de control visibles en la parte superior

Las varillas s de control suelen combinarse en conjuntos de barras de control -normalmente 20 barras para un conjunto de reactor de agua a presión comercial- e insertarse en tubos guía dentro de un elemento combustible. Una barra de control se extrae o se inserta en el núcleo central de un reactor nuclear para controlar el número de neutrones que dividirán más átomos de uranio. Esto, a su vez, afecta a la potencia térmica del reactor, a la cantidad de vapor generado y, por tanto, a la electricidad producida. Las barras de control se retiran parcialmente del núcleo para permitir que se produzca una reacción en cadena. El número de barras de control insertadas y la distancia a la que se insertan pueden variar para controlar la reactividad del reactor.
Normalmente también existen otros medios para controlar la reactividad. En el diseño PWR se añade al refrigerante del reactor un absorbente de neutrones soluble, normalmente ácido bórico, que permite la extracción completa de las barras de control durante el funcionamiento a potencia estacionaria garantizando una distribución uniforme de la potencia y el flujo en todo el núcleo. Los operadores del diseño BWR utilizan el flujo de refrigerante a través del núcleo para controlar la reactividad variando la velocidad de las bombas de recirculación del reactor. Un aumento del flujo de refrigerante a través del núcleo mejora la eliminación de las burbujas de vapor, aumentando así la densidad del refrigerante/moderador con el resultado de un aumento de la potencia.

### Refrigerante
El reactor de agua ligera también utiliza agua ordinaria para mantener refrigerado el reactor. La fuente de refrigeración, el agua ligera, circula por el núcleo del reactor para absorber el calor que genera.  El calor se aleja del reactor y se utiliza para generar vapor.  La mayoría de los sistemas de reactores emplean un sistema de refrigeración que está físicamente separado del agua que se hervirá para producir vapor a presión para las turbinas, como el reactor de agua a presión. Pero en algunos reactores el agua para las turbinas de vapor hierve directamente en el núcleo del reactor, como en el reactor de agua en ebullición.
Muchos otros reactores también están refrigerados por agua ligera, en particular el RBMK y algunos reactores militares de producción de plutonio. Estos reactores no se consideran LWR, ya que están moderados por grafito y, en consecuencia, sus características nucleares son muy diferentes. Aunque el caudal de refrigerante en los PWR comerciales es constante, no lo es en los reactores nucleares utilizados en los buques de la Armada estadounidense.

### Combustible

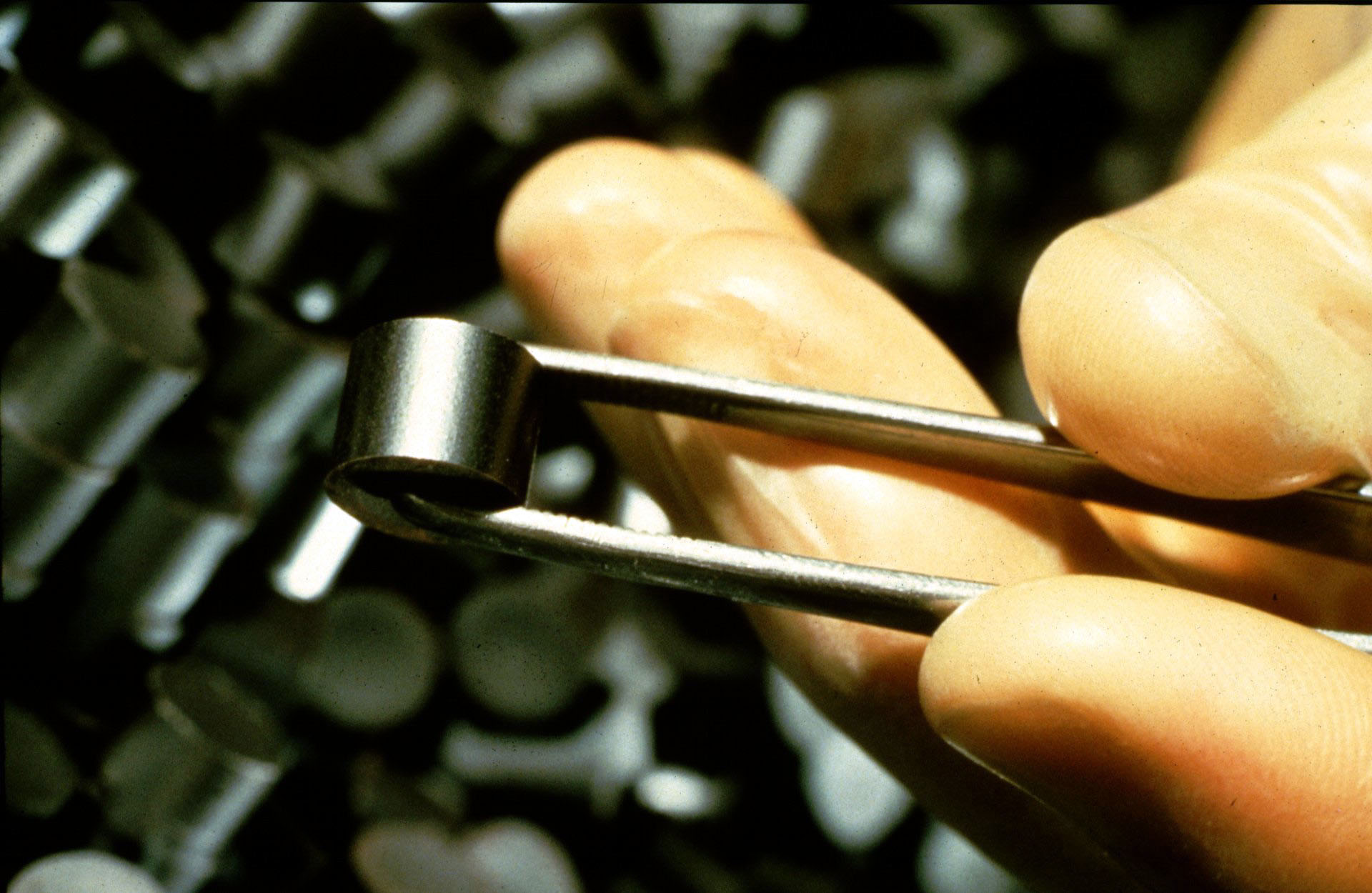
Un pellet de combustible nuclear

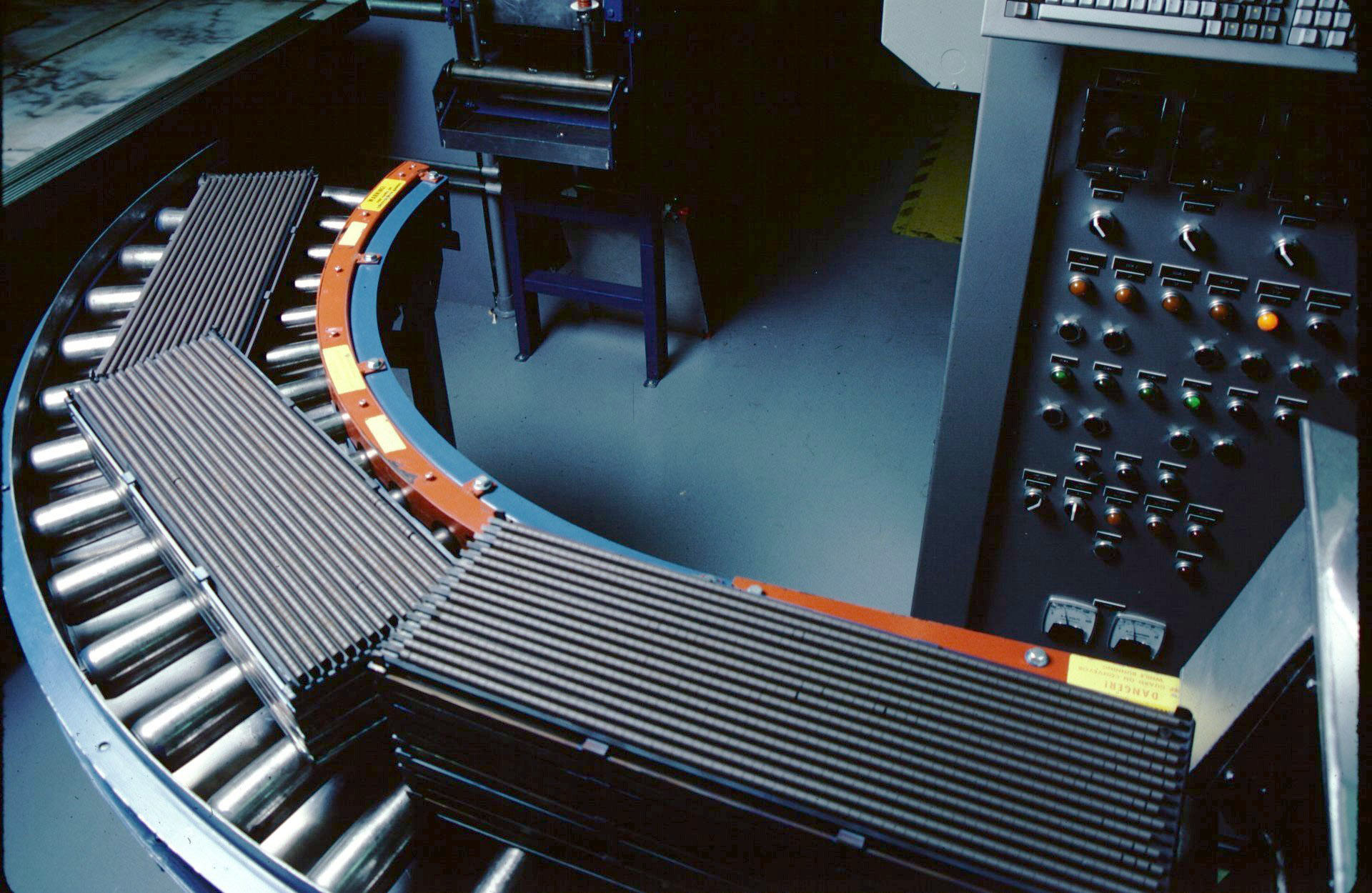
Pellets de combustible nuclear que están listos para completar el ensamblaje de combustible

El uso de agua corriente hace necesario realizar un cierto enriquecimiento del combustible de uranio antes de poder mantener la criticidad necesaria del reactor. El reactor de agua ligera utiliza uranio 235 como combustible, enriquecido aproximadamente al 3 por ciento. Aunque este es su principal combustible, los átomos de uranio 238 también contribuyen al proceso de fisión al convertirse en plutonio 239; aproximadamente la mitad del cual se consume en el reactor. Los reactores de agua ligera generalmente se recargan cada 12 a 18 meses, momento en el cual se reemplaza alrededor del 25 por ciento del combustible.
El UF6 enriquecido se convierte en dióxido de uranio en polvo que luego se procesa en forma de gránulos. Luego, los gránulos se cuecen en un horno de sinterización de alta temperatura para crear gránulos cerámicos duros de uranio enriquecido. Luego, los gránulos cilíndricos se someten a un proceso de molienda para lograr un tamaño de gránulo uniforme. El óxido de uranio se seca antes de insertarlo en los tubos para intentar eliminar la humedad del combustible cerámico que puede provocar corrosión y fragilización por hidrógeno. Los gránulos se apilan, según las especificaciones de diseño de cada núcleo de reactor nuclear, en tubos de aleación metálica resistente a la corrosión. Los tubos están sellados para contener las pastillas de combustible: estos tubos se llaman barras de combustible.
Las barras de combustible terminadas se agrupan en conjuntos combustibles especiales que luego se utilizan para construir el núcleo de combustible nuclear de un reactor de potencia. El metal utilizado para los tubos depende del diseño del reactor: en el pasado se utilizaba acero inoxidable, pero ahora la mayoría de los reactores utilizan una aleación de circonio. Para los tipos más comunes de reactores, los tubos se ensamblan en haces con los tubos espaciados a distancias precisas. Luego, estos paquetes reciben un número de identificación único, que permite rastrearlos desde la fabricación hasta el uso y la eliminación.
El combustible del reactor de agua a presión consta de varillas cilíndricas colocadas en haces. Se forman bolitas de cerámica de óxido de uranio y se insertan en tubos de aleación de circonio que se agrupan entre sí. Los tubos de aleación de circonio tienen aproximadamente 1 cm de diámetro y el espacio del revestimiento del combustible se llena con gas helio para mejorar la conducción del calor desde el combustible al revestimiento. Hay alrededor de 179 a 264 barras de combustible por haz de combustible y alrededor de 121 a 193 haces de combustible se cargan en un núcleo del reactor. Generalmente, los haces de combustible constan de barras de combustible agrupadas de 14x14 a 17x17. Los haces de combustible PWR tienen unos 4 metros de longitud. Los tubos de aleación de circonio están presurizados con helio para tratar de minimizar la interacción con el revestimiento de los pellets, que puede provocar fallas en las barras de combustible durante períodos prolongados.
En los reactores de agua en ebullición (BWR), el combustible es similar al combustible en reactores PWR excepto que los haces están "enlatados"; es decir, hay un tubo delgado que rodea cada haz. Esto se hace principalmente para evitar que las variaciones de densidad locales afecten la neutrónica y la hidráulica térmica del núcleo nuclear a escala global. En los haces de combustible BWR modernos, hay 91, 92 o 96 barras de combustible por conjunto, según el fabricante. El núcleo del reactor está compuesto por 368 conjuntos para el más pequeño y 800 conjuntos para el BWR más grande de EE. UU. Cada barra de combustible BWR se llena con helio a una presión de aproximadamente tres atmósferas (300 kPa).

### Moderador
Un moderador de neutrones es un medio que reduce la velocidad de los neutrones rápidos], convirtiéndolos así en neutrones térmicos] capaces de sostener una reacción nuclear en cadena en la que interviene el uranio-235. Un buen moderador de neutrones es un material lleno de átomos con núcleos ligeros que no absorben fácilmente los neutrones. Los neutrones golpean los núcleos y rebotan. Tras suficientes impactos, la velocidad del neutrón será comparable a las velocidades térmicas de los núcleos; este neutrón se denomina entonces neutrón térmico.
El reactor de agua ligera utiliza agua ordinaria, también llamada agua ligera, como moderador de neutrones. El agua ligera absorbe demasiados neutrones para ser utilizada con uranio natural no enriquecido, por lo que se hace necesario el enriquecimiento de uranio o el reprocesamiento nuclear para hacer funcionar este tipo de reactores, lo que aumenta los costes totales. Esto lo diferencia de un reactor de agua pesada, que utiliza agua pesada como moderador de neutrones. Aunque el agua ordinaria contiene algunas moléculas de agua pesada, no son suficientes para ser importantes en la mayoría de las aplicaciones. En los reactores de agua presurizada, el agua refrigerante se utiliza como moderador dejando que los neutrones sufran múltiples colisiones con átomos ligeros de hidrógeno en el agua, perdiendo velocidad en el proceso. Esta moderación de neutrones ocurrirá más a menudo cuando el agua sea más densa, porque se producirán más colisiones.
El uso de agua como moderador es una importante característica de seguridad de los PWR, ya que cualquier aumento de la temperatura hace que el agua se expanda y se vuelva menos densa, reduciendo así el grado en que se ralentizan los neutrones y, por tanto, reduciendo la reactividad en el reactor. Por lo tanto, si la reactividad aumenta por encima de lo normal, la menor moderación de los neutrones hará que la reacción en cadena se ralentice, produciendo menos calor. Esta propiedad, conocida como coeficiente de temperatura de reactividad negativa, hace que los PWR sean muy estables. En caso de accidente por pérdida de refrigerante, el moderador también se pierde y la reacción de fisión activa se detiene. Una vez finalizada la reacción en cadena, los subproductos radiactivos de la fisión siguen produciendo calor, aproximadamente a un 5% de la potencia nominal. Este "calor de desintegración" continuará de 1 a 3 años después de la parada, cuando el reactor alcanza finalmente la "parada en frío total". El calor de desintegración, aunque peligroso y lo suficientemente fuerte como para fundir el núcleo, no es tan intenso como una reacción de fisión activa. Durante el periodo posterior a la parada, el reactor necesita bombear agua de refrigeración o se sobrecalentará. Si la temperatura supera los 2.200 °C, el agua de refrigeración se descompone en hidrógeno y oxígeno, que pueden formar una mezcla (químicamente) explosiva. El calor de desintegración es un factor de riesgo importante en el historial de seguridad de los LWR.